# The Hills (sesta edizione)
La sesta stagione di The Hills è iniziata su MTV in America il 27 aprile 2010. Questa stagione conclude anche le vicende del reality: viene infatti chiamata The Final Season. In Italia la messa in onda è iniziata lo scorso 28 agosto 2010.
Cast principale: Kristin Cavallari, Audrina Patridge, Lo Bosworth, Stephanie Pratt e Heidi Montag (episodi 1-4)
Ecco l'elenco degli episodi:
| nº | Titolo originale                  | Titolo italiano          | Prima TV America | Prima TV Italia   |
| -- | --------------------------------- | ------------------------ | ---------------- | ----------------- |
| 1  | Put on a happy face               | Un volto nuovo...        | 27 aprile 2010   | 28 agosto 2010    |
| 2  | Rumor has it                      | Nell'occhio del ciclone  | 4 maggio 2010    | 4 settembre 2010  |
| 3  | The elephant in the room          | Il senso della misura    | 11 maggio 2010   | 11 settembre 2010 |
| 4  | This is goodbye                   | Adesso basta!            | 18 maggio 2010   | 25 settembre 2010 |
| 5  | A new bird                        | Colpi di fulmine         | 25 maggio 2010   | 25 settembre 2010 |
| 6  | Ghost from the past               | Fantasmi del passato     | 1º giugno 2010   | 2 ottobre 2010    |
| 7  | The company you keep              | Il ritorno degli ex      | 8 giugno 2010    | 9 ottobre 2010    |
| 8  | Between a rocker and a hard place | Ryan o Justin?           | 15 giugno 2010   | 16 ottobre 2010   |
| 9  | Break-up to make-up               | Imparare dalle relazioni | 22 giugno 2010   | 23 ottobre 2010   |
| 10 | Welcome to the jungle             | Benvenuti nella giungla! | 29 giugno 2010   | 30 ottobre 2010   |
| 11 | Loves me not                      | Troppo tardi             | 6 luglio 2010    | 6 novembre 2010   |
| 12 | All Good Things...                | Tempo di cambiamenti     | 13 luglio 2010   | 13 novembre 2010  |